# Большая Кяма
Большая Кяма — пристанционный посёлок в Плесецком районе Архангельской области. Входит в состав Обозерского городского поселения.

## Этимология
Название Большая Кяма получила от одноимённой реки Большая Кяма, берущей начало у станции Большая Кяма. Вместе с речкой Малая Кяма, они дают начало притоку Ваймуги реке Кяма. Кяма же, происходит от слова «кем» или «кям», что по карельски значит — «большая вода».

## География
Большая Кяма расположена на севере Плесецкого муниципального района, у истока реки Большая Кяма (бассейн Северной Двины). Большая Кяма находится при станции Большая Кяма Северной железной дороги на линии «Беломорск — Обозерский». К северо-западу находятся
посёлки Кодино и Мошное, к юго-востоку — Уромец и Швакино. От Большой Кямы до Архангельска — 155 км (по железной дороге), до райцентра Плесецк — 104 км. В трёх километрах от Большой Кямы находится посёлок Первомайский, где разработан Швакинский карьер известняка.

## Население
| 2002 | 2010 | 2012 |
| ---- | ---- | ---- |
| 14   | ↘3   | ↘0   |

## Железнодорожная станция
Рабочее движение на участке «Обозерская — Большая Кяма — Кодино» открылось в 1939 году. В 1941 году на линии «Сорокская — Обозерская» было открыто сквозное рабочее движение. Дорога строилась заключёнными «Сорокалага» (подразделения ГУЛЖДС НКВД СССР). Линия «Вологда — Коноша — Обозерская — Малошуйка — Маленьга — Беломорск» и далее на Мурманск полностью электрифицирована на переменном токе напряжением 25 кВ и является частью грузового экспортного коридора из России в Финляндию. Со стороны Вологды до станции Обозерская линия двухпутная. От Обозерской, через Большую Кяму, до Беломорска — однопутная.

### Карты
- Большая Кяма на карте Wikimapia
- Карта-километровка. P-37-19,20 (Лист Ковкула). Архивировано из [mapp37.narod.ru/map1/index019.html оригинала] 25 декабря 2012 года.
- Большая Кяма. Публичная кадастровая карта. Архивировано из оригинала 5 марта 2016 года.